# Сан-Луїс-Потосі (штат)
Сан-Луї́с-Потосі́ (ісп. San Luis Potosí, ацт.San Luis Potosí) — штат Мексиканської Республіки, розташований у центрі країни, на Мексиканському нагір'ї. Межує зі штатами Халіско, Ґуанахуато, Керетаро, Ідальґо, Веракрус, Тамауліпас, Нуево-Леон, Коауїла, Сакатекас. Столиця штату — місто Сан-Луїс-Потосі.
На території штату розташоване найширше за розмірами в світі провалля — вертикальна Ластівчина печера (ісп. Sótano de las Golondrinas, англ. Cave of Swallows).

## Історія

### Період нестабільності (1823—1867)

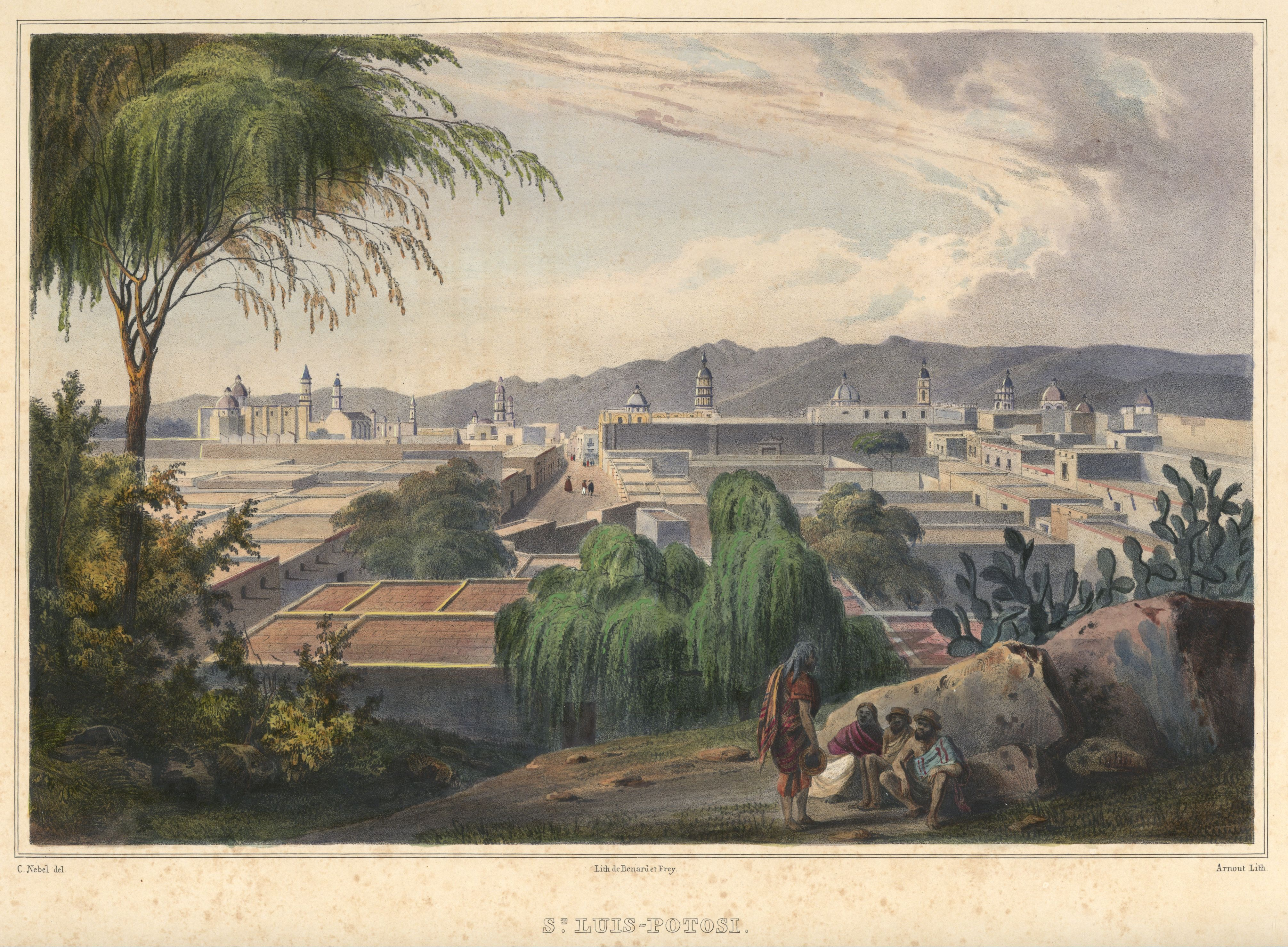
Вид на Сан-Луїс-Потосі. Картина Карла Небела (1836)

Після проголошення незалежності Мексики, генерал Хосе Антоніо Ечаваррі в ультимативній формі вимагав від імператора Аґустіна де Ітурбіде здати місто Сан-Луїс його військам. Водночас коли урядові кошти вичерпалися, проти імператора утворилася також сильна опозиція. Тому фактично не було ніякої спроби чинити опір — Сант-Луїс-Потосі було оголошено незалежним штатом. Успішне повстання в Веракрусі під проводом Санта-Анни змусило Ітурбіде скласти владу 19 березня 1823 року. Конгрес призначив йому і його сім'ї щорічну пенсію, але за умови залишити країну. 
Перша Конституція Сан-Луїса Потосі була затверджена 16 жовтня 1826 року, яка діяла до 1835 року. Ставши центральним штатом Мексики місцеві законодавчі  органи припинили своє існування, а центральний уряд призначив у кожному штаті своїх губернаторів. 
Під час американсько-мексиканської війни 1846—1848 штат мав назву Сан-Луїс-де-Патріа (ісп. San Luis de la Patria). У 1857 році була затверджена нова конституція штату. Під час французької інтервенції в Мексику в 1863 році місто служило тимчасовою столицею країни і резиденцією республіканського уряду Беніто Хуареса. 1 січня 1866 року було відкрито першу лінію телеграфу. У 1888 році була відкрита залізниця з Мехіко в Ларедо (штат Техас), яка пройшла через Сан-Луїс-Потосі. У 1883 році з'явився телефонний зв'язок. У 1890 році в місті з'явилося електричне освітлення.

### Революція (1910—1917)

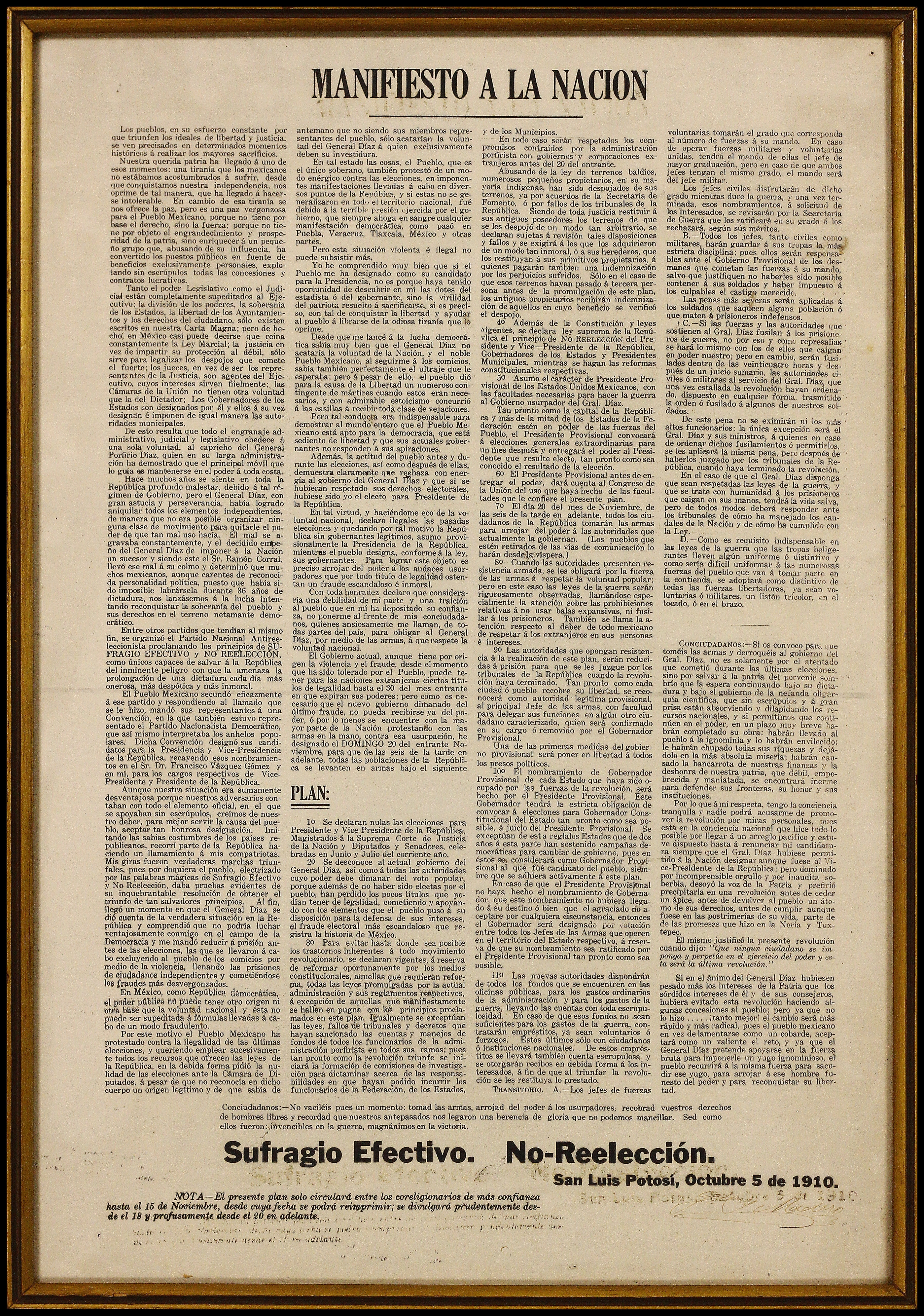
Маніфест нації, або план Сан-Луїсу підписаний Франціско І. Мадеро 5 жовтня 1910

У 1910 році, в своїй передвиборчій компанії на пост президента та маючи великі шанси на перемогу, Франціско І. Мадеро здійснив три подорожі по різних містах з метою поширення інформації про свою Антирелекаційну партію, яка виступала проти переобрання Діаса на наступний термін.  У Сан-Луїс-Потосі Мадеро був затриманий та окружним суддею звинувачений у підбурюванні народних мас до повстання. Мадеро разом з його прибічниками ув'язнили до в'язниці штату, але через 45 днів звільнили під заставу без права виїзду за територію штату. За той час відбулося переобрання президента Портфіріо Діаса.  Мадеро втік до міста Сан-Антоніо (штат Техас, США) де почав зі своїми послідовниками працювати над Маніфестом нації («план Сан-Луїсу»), в якому він оголошував вибори президента та народних депутатів у квітні та червні недійсними та закликав 20 листопада піднятися народ на збройне повстання. 5 жовтня 1910 року в Сан-Луїс-Потосі Мадеро підписав «план Сан-Луїсу», а вже невдовзі копії були роздруковані в Мехіко та розповсюджені серед людей. 18 листопада в Пуебло на чолі з Аквіласом Серданом викрили групу людей, які підготовлювали план усунення Діаса та були розстріляні поліцією. 20 листопада 1910 року почалася мексиканська революція.
Під час революційних дій у штаті панувала нестабільність, хоча особливих кривавих сутичок не було. 26 травня 1911 року до Сан-Луїс-Потосі увійшли кінна кавалерія на чолі з Кандідо Наварра. 3 червня його війська залишили місто. 17 липня 1914 року штат оточили з усіх боків війська Карранси, Мадеро, Уерти, а 21 липня 1914 року війська Карранси узяли столицю без бою і оголосили губернатором та військовим командувачем генерала Евлатіо Гурт'єрез Ортіза. У лютому 1915 року Франціско Вілья наказав генеталу Томасу Урбіна та полковнику Еміліано Сарабіа захопити площу Сан-Луїс-Потосі і коли це їм вдалося здійснити мирним шляхом, Вілья призначив Сарабіфа губернатором штату. 18 липня 1915 року, після поразки Вілья під ель-Ебано, Венустіано Карранса та Габріель Гавіра Кастро отримали контроль над містом, де останній був оголошений військовим командувачем та губернатором штату.

### Новий час
У 1923 році, за указом та ініціативою губернатора штату Дона Рафаель Ньето інститут літератури та науки став університетом. 
У 1924 році посилилися протести духовенства проти уряду губернатора Сан-Луїс-Потосі Абель Кано, який почав виконувати наказ президента про закриття усіх храмів. Під час війни Крістеро провідників та лідерів руху було ув'язнено без суду до в'язниці штату. Нині на цьому місці центр мистецтв та цвинтар Сауціто. 13 вересня 1933 року під час повені особливо в районах Тласкала, Сантьяго загинуло багато людей.
На сьогодні штат Сан-Луїс-Потосі важливий індустріальний центр завдяки своєму географічному положенню на перетині трьох міст Мехіко, Монтерей та Ґвадалахара, із власною інфраструктурою, комерційними та освітніми установами, з добре розвинутою гірничодобувною справою, видобутку корисних копалин та машинобудуванням

Панорама міста Сан-Луїс-Потосі